# هاريسون ريتشاردسون
هاريسون ريتشاردسون (بالإنجليزية: Harrison Richardson)‏ هو محامي وسياسي أمريكي، ولد في 1930، وتوفي في 26 فبراير 2009. حزبياً، نشط في الحزب الجمهوري. وقد انتخب عضو مجلس ولاية مين.